# جون إتش تايلور
جون إتش تايلور (بالإنجليزية: John H. Taylor)‏ هو قسيس أمريكي، ولد في 26 أكتوبر 1954.